# Pınar Bulut
Pınar Bulut (* 1982) ist eine türkische Drehbuchautorin.

## Leben und Karriere
Pınar Bulut wurde 1982 geboren. Sie studierte an der Universität Istanbul. Sie schrieb zusammen mit Kerem Deren das Drehbuch für die Fernsehserie Ezel und gewann eine Auszeichnung.
Zudem schrieb sie die Drehbücher für Suskunlar, 20 Dakika und Maral: En Güzel Hikayem, sowie die Filme İkimiz Yerine und Cingöz Recai. 2019 war Bulut als Drehbuchautorin für die Serie Mucize Doktor zuständig. Anschließend schrieb sie auch das Drehbuch für den Film Güzelliğin Portresi, welches 2020 veröffentlicht wurde.

## Filmografie
Filme
- 2016: İkimizin Yerine
- 2017: Cingöz Recai
- 2020: Güzelliğin Portresi

Serien
- 2009–2011: Ezel
- 2012: Suskunlar
- 2013: 20 Dakika
- 2015: Maral: En Güzel Hikayem
- 2015: Racon: Ailem İçin
- 2017: Yıldızlar Şahidim
- 2019–2021: Mucize Doktor
- 2022: Dünyayla Benim Aramda
- 2023: 'Taçsız Prenses
- seit 2023:Şahmaran